# Statilia ocellata
Statilia ocellata es una especie de mantis de la familia Mantidae.

## Distribución geográfica
Se encuentra en Afganistán, Pakistán y Arabia Saudita.